# Българско военно гробище (Зовик)
Българското военно гробище в Зовик е създадено по време на Първата световна война. 
В него са погребани загинали войници от 47-и и 7-и пехотен полк.
Гробищата са ремонтирани след 2010 година с пари на Министерството на отбраната на Република България.